# Liste der Monuments historiques in Chapelaine
Die Liste der Monuments historiques in Chapelaine führt die Monuments historiques in der französischen Gemeinde Chapelaine auf.

## Liste der Immobilien
| Bezeichnung      | Beschreibung            | Standort               | Kennzeichnung | Schutzstatus | Datum | Bild           |
| ---------------- | ----------------------- | ---------------------- | ------------- | ------------ | ----- | -------------- |
| Kirche St-Eusèbe | aus dem 12. Jahrhundert | Rue de l’Église (Lage) | PA00078656    | Classé       | 1931  | weitere Bilder |

## Liste der Objekte
| Bezeichnung             | Beschreibung                     | Standort                       | Kennzeichnung | Schutzstatus | Datum | Bild |
| ----------------------- | -------------------------------- | ------------------------------ | ------------- | ------------ | ----- | ---- |
| Relief Zwei Engelsköpfe | Holz, vergoldet, 18. Jahrhundert | in der Kirche St-Eusèbe (Lage) | PM51002256    | Inscrit      | 1975  |      |
| Weihwasserbecken        | Gusseisen, 16. Jahrhundert       | in der Kirche St-Eusèbe (Lage) | PM51002257    | Inscrit      | 1975  |      |